# Estación de Alsasua-Pueblo
Alsasua-Pueblo (en euskera y según Adif Altsasu-Pueblo) es un apeadero ferroviario situado en el municipio español de Alsasua en la comunidad foral de Navarra. Es la segunda estación del municipio junto a la estación de Alsasua. Dispone de servicios de Media Distancia operados por Renfe.

## Situación ferroviaria
La estación se encuentra en el punto kilométrico 231,4 de la línea férrea Castejón-Alsasua a 520 metros de altitud.

## Historia
La estación fue abierta al tráfico el 22 de junio de 1865 con la apertura del tramo Irurzun-Alsasua de la línea férrea que pretendía unir Zaragoza con Navarra por parte de la Compañía del Ferrocarril de Zaragoza a Pamplona. Esta última no tardaría en unirse con la compañía del ferrocarril de Zaragoza a Barcelona, dando lugar a la Compañía de los Ferrocarriles de Zaragoza a Pamplona y Barcelona. El 1 de abril de 1878 su mala situación económica la forzó a aceptar una fusión con Norte. En 1941, la nacionalización del ferrocarril en España supuso la integración de Norte en la recién creada RENFE.
Desde el 31 de diciembre de 2004 Renfe explota la línea mientras que Adif es la titular de las instalaciones ferroviarias.

## Servicios ferroviarios

### Media Distancia
El tráfico de Media Distancia con parada en la estación tiene como principales destinos Vitoria, Pamplona y Castejón. 
| Línea MD | Trenes | Origen/Destino    |  | Destino/Origen |
| -------- | ------ | ----------------- |  | -------------- |
| 26       | RE     | Pamplona Castejón |  | Vitoria        |